# Loureira

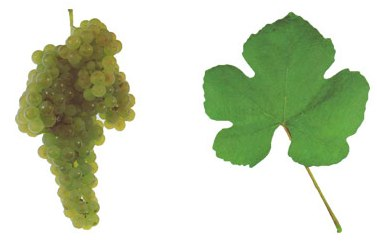
Racimo y hoja de loureiro.

La loureira es una variedad de uva blanca cultivada en Galicia (España), y en la región de Miño (Portugal). Hay grandes viñas de esta variedad en el río Limia, una subregión de la denominación portuguesa Vinho Verde, en el Minho. Produce vinos poco alcohólicos con una acidez media o elevada. La uva está incluida en las Denominaciones de Origen (DO) Rías Bajas y Ribeiro.

## Viticultura
Su época de desborre es precoz-media y su época de maduración es media-tardía. Su vigor es medio-fuerte. Es apta para terruños algo húmedos o medio secos. Tiene una sensibilidad media al mildiu, es sensible al oídio y es muy sensible a la botrytis.

## Sinónimos
La loureira también es conocida por los sinónimos arinto, branco redondo, branco redondos, dorado, dourada, dourado, false pedro, gallego dourado, loeireiro blanco, loureiro, loureiro blanco, marques, Márquez y rutherglen pedro.